# 全職媽媽 (電視劇)
《全職媽媽》（韓語：워킹맘）是韓國SBS電視臺於2008年7月至9月期間播放的水木連續劇。

## 故事簡介
崔佳英是個很能幹的主管，嚴謹的工作態度使得公司裡的菜鳥都非常怕她。某一天和公司的菜鳥朴載成為世界杯足球賽韓國隊加油，而韓國隊打贏了，兩人因為太開心竟然不小心睡在一起......。 
受到公司器重的佳英準備被派到紐約分公司，本想拿掉肚子裡的世界杯寶寶，因為載成說自己的媽媽可以幫忙照顧孩子，而答應嫁給載成。生產完準備回到工作崗位的佳英，因為載成的姐姐老公外遇而帶著兩個孩子到婆家，沒有人幫忙顧孩子，就這樣蹉跎了六年，當起標準黃臉婆。

## 演員陣容

### 主要人物
- 廉晶雅 飾 崔佳英
- 奉太奎 飾 朴載成
- 車藝蓮 飾 高恩智
- 尹柱相 飾 崔宗萬
- 金慈玉 飾 金福實

### 其他人物
- 金志映
- 金佳妍
- 李聖旻
- 權律
- 任大鎬
- 洪忠敏
- 柳太準
- 夏在永
- 盧政雄
- 鄭泰元
- 鄭孝恩
- 李恩修

## 外部連結
- 韓國SBS官方網站（页面存档备份，存于） 
- 臺灣台視官方網站（页面存档备份，存于）（繁體中文）

## 作品的變遷
| 韓國 SBS 水木連續劇                    | 韓國 SBS 水木連續劇                      | 韓國 SBS 水木連續劇 |
| -------------------------------------- | ---------------------------------------- | ------------------- |
|                                        | 全職媽媽 （2008年7月30日-2008年9月18日） |                     |
| 一枝梅 （2008年5月21日-2008年7月24日） | 風之畫師 （2008年9月24日-2008年12月4日） |                     |